# Peristerniinae
Peristerniinae is een onderfamilie van weekdieren uit de klasse van de Gastropoda (slakken).

## Geslachten
- Aptycholathyrus Cossman & Pissarro, 1905 †
- Benimakia Habe, 1958
- Brocchitas Finlay, 1927 †
- Bullockus Lyons & Snyder, 2008
- Dennantia Tate, 1888 †
- Dentifusus Vermeij & Rosenberg, 2003
- Dolicholatirus Bellardi, 1884
- Eolatirus Bellardi, 1884 †
- Exilifusus Conrad, 1865 †
- Fractolatirus Iredale, 1936
- Fusolatirus Kuroda & Habe, 1971
- Hemipolygona Rovereto, 1899
- Lathyropsis Oostingh, 1939 †
- Latirogona Laws, 1944 †
- Latirolagena Harris, 1897
- Latirulus Cossmann, 1889
- Lightbournus Lyons & Snyder, 2008
- Mazzalina Conrad, 1960 †
- Neolatirus Bellardi, 1884 †
- Nodolatirus Bouchet & Snyder, 2013
- Nodopelagia Hedley, 1915
- Peristernia Mörch, 1852
- Pleia Finlay, 1930 †
- Plesiolatirus Bellardi, 1884 †
- Psammostoma Vermeij & Snyder, 2002 †
- Pseudolatirus Bellardi, 1884
- Pustulatirus Vermeij & Snyder, 2006
- Ruscula Casey, 1904 †
- Streptopelma Cossmann, 1901 †
- Tarantinaea Monterosato, 1917
- Taron Hutton, 1882
- Teralatirus Coomans, 1965